# Sun Wen
Sun Wen (Chino Simplificado: 孙雯; Chino Tradicional: 孫雯; pinyin: Sūn Wén, Shanghái, China, 6 de abril de 1973) es una exfutbolista china.
Jugó durante casi toda su carrera en Shanghai SVU (1989-2006). También jugó en Estados Unidos (Atlanta Beat, 2001-02).
Es la máxima goleadora histórica de la Selección China con 106 goles en 152 partidos. Junto con Sissi fue con siete goles la máxima goleadora del Mundial 1999, donde la Selección China fue subcampeona.
Al año siguiente fue nombrada Mejor jugadora del siglo XX por la FIFA junto con Michelle Akers.